# Keukenzout

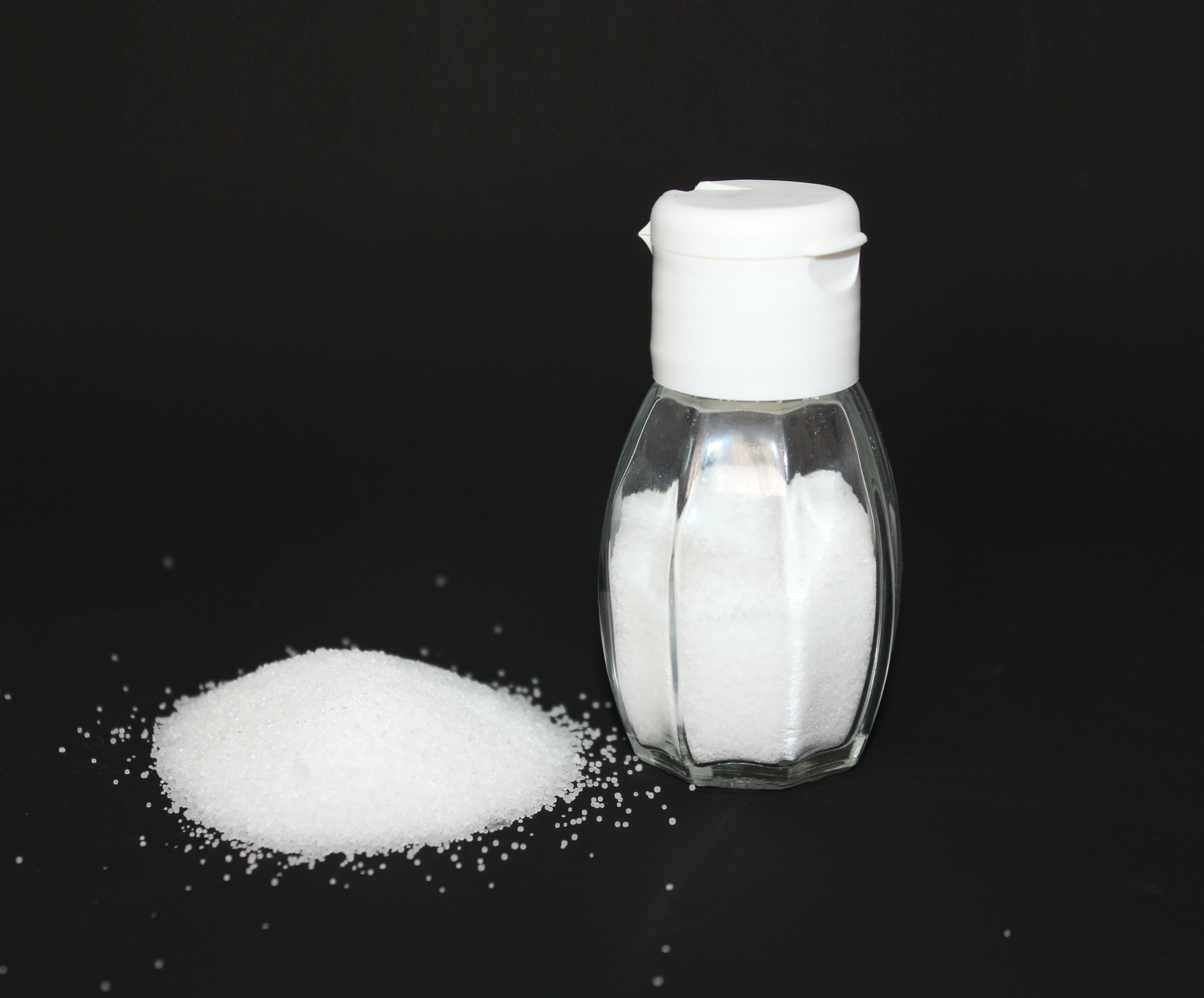
Keukenzout (natriumchloride)

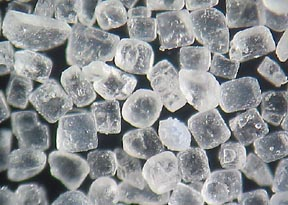
Kristallen van keukenzout (natriumchloride)

Keukenzout (de triviale naam voor natriumchloride of NaCl) of tafelzout is bij kamertemperatuur een witte kristallijne stof met een kubische kristalvorm, die goed oplosbaar is in water (het mengsel van zout en water wordt ook wel pekel genoemd). Het is het voorbeeld bij uitstek van wat in chemische termen een zout heet.

## Zoutwinning
Zout komt in de natuur voor in de grond als steenzout op plaatsen waar in een geologisch verleden binnenzeeën zijn opgedroogd, in feite is dat dus zeezout. Het wordt daaruit al eeuwen gewonnen b.v. bij Salzburg, dat niet voor niets zo heet: Salz is namelijk het Duitse woord voor zout. Het is ook de belangrijkste component van de opgeloste stoffen in zeewater en wordt ook daaruit direct door verdamping van het water gewonnen.

## Toepassing

### Keuken
Zout is bij het grote publiek het meest bekend als smaakmiddel en smaakversterker in de keuken, bij het koken. Zout geeft een zoute smaak aan voedsel, bij gewenning aan toegevoegd zout smaken bijvoorbeeld aardappelen, groenten en vlees zonder zout vrij flauw. Ook in chips, zoutjes, kant-en-klaarmaaltijden, koekjes, drop en ander snoep, kaas, sauzen, en consumptie-ijs is vaak veel zout verwerkt, vaak om geen duurdere specerijen te hoeven gebruiken.
Zout werd en wordt gebruikt als manier om levensmiddelen lang houdbaar te maken: vóór de uitvinding van de koelkast werd vlees en vis bestrooid met zout en bewaard in 'zoutkisten' – deze bewerking wordt "pekelen" genoemd. De methode is al bekend in de oudheid, bij de Sumeriers. Door voedsel met zout in te wrijven, drogen de aanwezige bacteriën uit, waardoor dit voedsel niet bederft. Voor dit doel is een ander zout, kaliumchloride (KCl), ook geschikt, vooral voor mensen die een natriumarm dieet moeten volgen. De smaak van keukenzout is vrij karakteristiek voor deze stof: andere zouten smaken vaak radicaal anders.

#### Gezondheid
Dagelijks heeft het menselijk lichaam minimaal 1 tot 3 gram zout nodig om goed te kunnen functioneren. In Nederland wordt gemiddeld 10 tot 12 gram zout per dag genuttigd. Vooral kant-en-klaarmaaltijden bevatten veel zout, waarbij de pizza het hoogste scoort, maar ook in brood zit vrij veel zout, vooral in glutenvrij brood. Keukenzout bestaat voor 99% uit natriumchloride; op verpakkingen van etenswaren staat het natriumgehalte vermeld. Te veel zout eten veroorzaakt in sommige gevallen hoge bloeddruk, hetgeen weer hart- en vaatziekten kan veroorzaken. Jaarlijks sterven in Nederland ruim 5000 mensen als gevolg van een te hoge zoutconsumptie.
De Nederlandse Gezondheidsraad adviseerde eind 2006 om niet meer dan 6 gram zout (2,4 gram natrium) per dag te eten. Nog minder zout zou beter zijn, maar dat is in de praktijk nauwelijks te realiseren omdat driekwart van het zout dat mensen eten binnenkomt met kant-en-klare voedingsmiddelen, waar de consument weinig invloed op heeft.

#### Jodiumhoudend zout
Er zijn ook zouten te koop waaraan natriumjodide, kaliumjodide, natriumjodaat of kaliumjodaat is toegevoegd. Voor de consument is het bekend onder de merknaam JoZo, de bakkers gebruik(t)en bakkerszout en broodzout. Jodium is als bouwstof nodig in het lichaam, en door het in zoutvorm te nuttigen kan schildkliervergroting behandeld worden, en helpt jodium bij het aanmaken van schildklierhormonen. Een jodiumgebrek kan optreden bij een te eenzijdig dieet. Jodium krijgt men normaliter bijna uitsluitend binnen door het eten van vis. Door jodiumhoudend zout te eten kan het dagelijks dieet zodanig worden verrijkt dat aan de dagelijks geadviseerde behoefte wordt voldaan. Te veel jodium kan evenwel hyperthyreoïdie veroorzaken of de ziekte van Hashimoto verergeren. Voor personen die aan de ziekte van Hashimoto lijden is het moeilijk om jodiumvrije producten te kopen. Daar het jodide niet stabiel genoeg is in aanwezigheid van vocht en zuurstof uit de lucht (er ontstaat het elementaire jodium), moet nog een stabilisator als thiosulfaat toegevoegd worden.

#### Speciaal zout
Het duurste zout wordt gewonnen in de verdampingsbassins aan de Middellandse Zee en Atlantische Oceaan. Wanneer een bassin met vers zeewater gevuld wordt, duurt het nog lange tijd voordat het water is verdampt en het zout uitkristalliseert. Maar op het water komt een flinterdun vliesje te liggen dat enigszins lijkt op een gistvliesje. Dit is fleur de sel (letterlijk (Frans): zoutbloem). Het vliesje wordt uiterst voorzichtig van het water geschept en verzameld. Dit handwerkje is tijdrovend en per 35 vierkante meter komt er slechts één kilo van vrij. Vandaar dat fleur de sel zo duur is. Fleur de sel wordt "geboren", precies op het kristallisatiepunt. Het is zeer fijn van structuur en bevat diverse mineralen. Vastgesteld is dat in fleur de sel een extreem halofiele microalg voorkomt, die in extreem hoge zoutgehaltes kan overleven. Deze microalg zou verantwoordelijk zijn voor de lichte viooltjesgeur van fleur de sel. Bekend is fleur de sel uit Guérande (Bretagne) en uit de Camargue. Beide zoutbekkens bestaan al sinds de Romeinse tijd. Ook bekend is de fleur de sel uit Île de Ré en uit Gruissan (Middellandse Zee).

### Biologie
Keukenzout is een essentieel bestanddeel van de intracellulaire en vooral van de extracellulaire vloeistof van mens en dier. Dieren, zoals koeien, likken het zout van zoutstenen, mensen nemen het op via het eten.
Alle mensen hebben zout nodig om gezond te blijven, maar wel minder dan wat vaak wordt aangenomen. Als het erg warm weer is, worden er druppeltjes in de vorm van transpiratie (zweet) uitgescheiden, die bestaan uit zout en water. Door dit zweten is er een verlies van vocht, dat moet worden aangevuld door te drinken. Het verlies van zout wordt - zoals reeds gesteld - gecompenseerd in ons eten. Bij zeer zwaar transpireren kan er eventueel een zouttekort ontstaan.
Te veel zout innemen is niet gezond, want het zout houdt vocht vast, zodat men zwaarder wordt, waardoor het hart wordt belast. Daarom mogen sommige mensen geen of weinig zout gebruiken. Als vervanging gebruiken zij dan bijvoorbeeld tuinkruiden als peterselie, selderij, of bieslook. Zoutvervanger bij uitstek is laurierblad.
Gemiddeld genomen heeft een mens 1 a 2 gram zout per dag nodig, hetgeen grotendeels binnenkomt door het eten van brood, kaas en andere levensmiddelen waar zout in zit. Men eet anno 2007 gemiddeld 11 gram zout per dag.

### Gladheidbestrijding
Keukenzout wordt ook gebruikt als middel tegen ijsvorming om zo gladheid tegen te gaan. Het wordt op wegen en stoepen gestrooid (soms met water bevochtigd om verstuiven tegen te gaan en vermengd met zand/split) om te zorgen dat de sneeuw of ijzel gedeeltelijk smelt en kapotgereden wordt. Strooizout is (soms ongezuiverd) keukenzout (ook calciumchloride wordt gebruikt), heeft vaak grovere korrels en is soms gedenatureerd. Het smeltpunt van een mengsel van water en zout (pekel) ligt ongeveer 10 °C lager dan dat van water. Een nadeel van het gebruik van strooizout is dat bijvoorbeeld het metaal van auto's of fietsen sneller roest. Zout heeft ook gevolgen voor de flora langs wegen: sommige planten verdragen het niet.

### Zout als geneesmiddel
In de geschiedenis werd zout door sommigen beschouwd als een wondermiddel. Allerlei kwalen werden ermee behandeld zoals:
1. hoesten,
2. keelpijn,
3. tandpijn,
4. huidproblemen zoals psoriasis,
5. luiheid.

Ook nu wordt zout gebruikt voor allerlei kwalen. Een zout waterbad zou goed zijn tegen gezwollen voeten, gorgelen met zout water stilt de pijn van een ontstoken keel en zout water wordt aanbevolen voor het spoelen van de neus bij een verkoudheid.

### Technische toepassingen
Zout wordt ook aangetroffen in meerdere technische toepassingen. Zo wordt het onder meer aangetroffen in smeltzout bij de raffinage van metalen.

## Economische aspecten

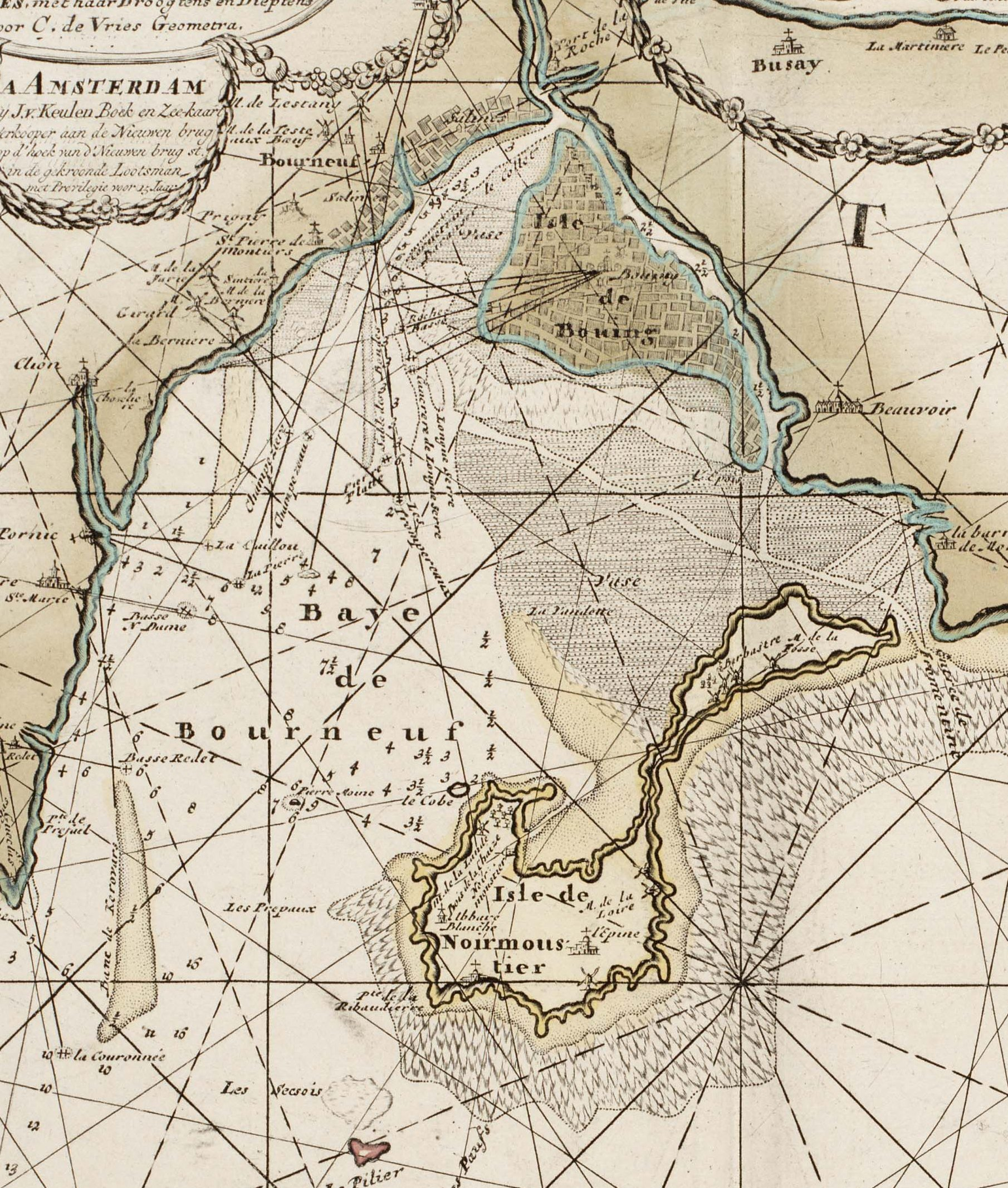
Deel zeekaart Johannes van Keulen rond 1700, de Baai van Bourgneuf met dieptes, vaaraanwijzingen en zoutpannen (salinen)

In gebieden waar zout schaars was is het lange tijd als betaalmiddel gebruikt - het woord salaris betekent letterlijk 'zoutrantsoen' en was een deel van de betaling van de Romeinse legionair. Ook de Via Salaria, een belangrijke uitvalsweg van Rome naar Noord-Italië, herinnert nog aan het belang van eenvoudig zout.
De middeleeuwse handelsorganisatie Hanze is groot, machtig en rijk geworden met de handel in zout vanuit Frankrijk, de baai van Bourgneuf, over de hele wereld, de zogenaamde baaivaarten. De schepen voeren onder escorte vanweg het risico op kaping. Er waren zoutpakhuizen in onder meer Londen, Kampen en Lübeck.
In de Middeleeuwen werd het bezit van zout de basis voor belastingheffing. Zout was erg duur en wie het zich kon veroorloven was kennelijk kapitaalkrachtig genoeg voor een "overheidsbijdrage". Het zout moest echter droog bewaard worden, want door de vochtige huizen van die tijd werd het anders te klonterig voor gebruik. Dicht bij het vuur was de aangewezen plaats. Daar was het echter te gemakkelijk opspoorbaar voor belastinginspecteurs die onverwachts konden binnenvallen op zoek naar het kostbare goed. Bekend van die tijd zijn de stoelen met ingebouwd zoutreservoir, waar de meid, lekker dicht bij het vuur gezeten, niet opstaand van haar plaats, de schat bewaakte. Bij menige rondleiding in een Frans kasteel wordt deze anekdote graag verteld.
In Nederland werd tot in de negentiende eeuw accijns op zout geheven. Deze bedroeg 9 cent per kilo, terwijl de groothandelsprijs in België 3 cent per kilo bedroeg. Er bestond dan ook een aanzienlijke smokkel van zout over de Belgische grens. Aangezien een arbeidersgezin in die tijd wel een halve kilo zout per week gebruikte werd hier al gauw een procent van het inkomen aan besteed. De uitdrukking Hij verdient het zout in de pap niet is in dat licht goed te begrijpen.

## Wereldproductie
| Topproducenten van keukenzout 2019 | Topproducenten van keukenzout 2019 |
| Land                               | Productie (miljoenen ton)          |
| ---------------------------------- | ---------------------------------- |
| China                              | 59,0                               |
| Verenigde Staten                   | 42,0                               |
| India                              | 29,0                               |
| Duitsland                          | 14,3                               |
| Australië                          | 13,0                               |
| Canada                             | 11,0                               |
| Chili                              | 10,0                               |
| Mexico                             | 9,0                                |
| Brazilië                           | 7,4                                |
| Rusland                            | 6,7                                |